# Kurt Hansen (politiker)
 Der er flere personer med dette navn, se Kurt Hansen.
Kurt Hansen (født 1948) er en tidligere dansk politiker, der sad i Folketinget for Venstresocialisterne.
Kurt Hansen voksede op i små kår i Sverrigsgade på Amagerbro og gik i Sundbyvester Skole. 1967 blev han udlært bogbinder hos Fr. Jensens Bogbinderi, København.
Bl.a. med Erik Sigsgaard som forbillede meldte han sig ind i VS i 1971. I 1973 blev han opstillet i Ballerupkredsen og ved valget i 1975 kom han i Folketinget sammen med Sigsgaard, Preben Wilhjelm og Steen Folke. I 1982 forlod han tinget, eftersom man kun måtte vælges til samme organ i 7 år ifølge partiets regler.
På tinge havde han flere ordførerskaber, bl.a. i spørgsmål om arbejdsmarkedet, sociale spørgsmål, Forsvaret, offentlige arbejder og landbrugspolitik. Hansen var i perioder medlem af flere forskellige udvalg, bl.a. Trafikudvalget, Forsvarsudvalget og Socialudvalget. 
I 1990 meldte Kurt Hansen sig ind i Enhedslisten og senere skiftede han til SF, som han dog forlod igen.
Dernæst var han 1982-86 projektleder i Ballerup Kommune, 1983-91 formand for Landsforeningen indenfor beskæftigelsesområdet, LiB, 1986-92 konsulent i Ballerup Kommune, studerede 1991-93 voksenpædagogik på Roskilde Universitets Center, har siden 1992 været formand for den selvejende institution Spring og bestyrelsesmedlem i den selvejende institution Vang, blev 1992-93 sekretariatsleder i Landsforeningen indenfor beskæftigelsesområdet, LiB, 1993-94 centerleder i Kursus- og Udviklingscentret for Vejledning, Uddannelse og Beskæftigelse, VUB, og var 1994-2001 Leder af ErhvervsHøjskolen under Handelsskolen i Ballerup. 1995-2001 var han bestyrelsesmedlem i Landsforeningen inden for beskæftigelsesområdet. Han er i dag selvstændig konsulent med firmaet KURT.